# سيغفريد ريجنالد وولف
سيغفريد ريجنالد وولف (بالألمانية: Siegfried Reginald Wolf)‏ هو لاعب شطرنج نمساوي، ولد في 19 ديسمبر 1867 في براغ في التشيك، وتوفي في 5 يناير 1951 في حيفا في إسرائيل.

## وصلات خارجية
- سيغفريد ريجنالد وولف على موقع مباريات الشطرنج (الإنجليزية)
- سيغفريد ريجنالد وولف على موقع 365Chess.com (الإنجليزية)
- سيغفريد ريجنالد وولف سجل أولمبياد الشطرنج على موقع OlimpBase.org (الإنجليزية)